# 권오규 (1983년)
권오규(한국 한자: 權五奎, 1983년 12월 3일~)는 대한민국의 전 축구 선수이며, 포지션은 미드필더였다.